# Eesti meistrid 1923
Il campionato estone di calcio 1923 fu la 3ª edizione del torneo.
Al torneo parteciparono sei squadre, ma Võitleja Narva, SK Türi e TJK Tallinn si ritirarono senza giocare alcuna gara; il ESS Kalev Tallinn vinse il titolo, il primo della sua storia.

## Fase preliminare
| Data        | Club              | Risultato | Club             |
| ----------- | ----------------- | --------- | ---------------- |
| 9 settembre | ESS Kalev Tallinn | 1–0       | VS Sport Tallinn |

## Finale
| Data       | Club              | Risultato | Club      |
| ---------- | ----------------- | --------- | --------- |
| 29 ottobre | ESS Kalev Tallinn | 6–0       | ASK Tartu |

## Classifica marcatori
- Ernst Joll (ESS Kalev Tallinn) - 3 gol